# Église Saint-Louis-du-Louvre
Pour les articles homonymes, voir Église Saint-Louis.
L'église Saint-Louis-du-Louvre est une église disparue de Paris. Construite à l'emplacement de l'église Saint-Thomas-du-Louvre en 1744, elle est elle-même détruite en 1811. Les derniers vestiges sont rasés lors de la création de l'aile nord du Palais du Louvre durant le Second Empire.

## Histoire

### 1744: construction de l'église Saint-Louis
La vieille église collégiale de Saint-Thomas-du-Louvre voit son vieux clocher s'effondrer en 1739, tuant sur le coup quatorze chanoines. Le chapitre de Saint-Thomas est fusionné avec celui de l'église Saint-Nicolas-du-Louvre, située à proximité, pour former le chapitre d'une nouvelle église dédiée à saint Louis. L'église Saint-Louis est construite sur les fondations de l'église Saint-Thomas.

Situation de l'église Saint-Louis entre Palais du Louvre et des Tuileries
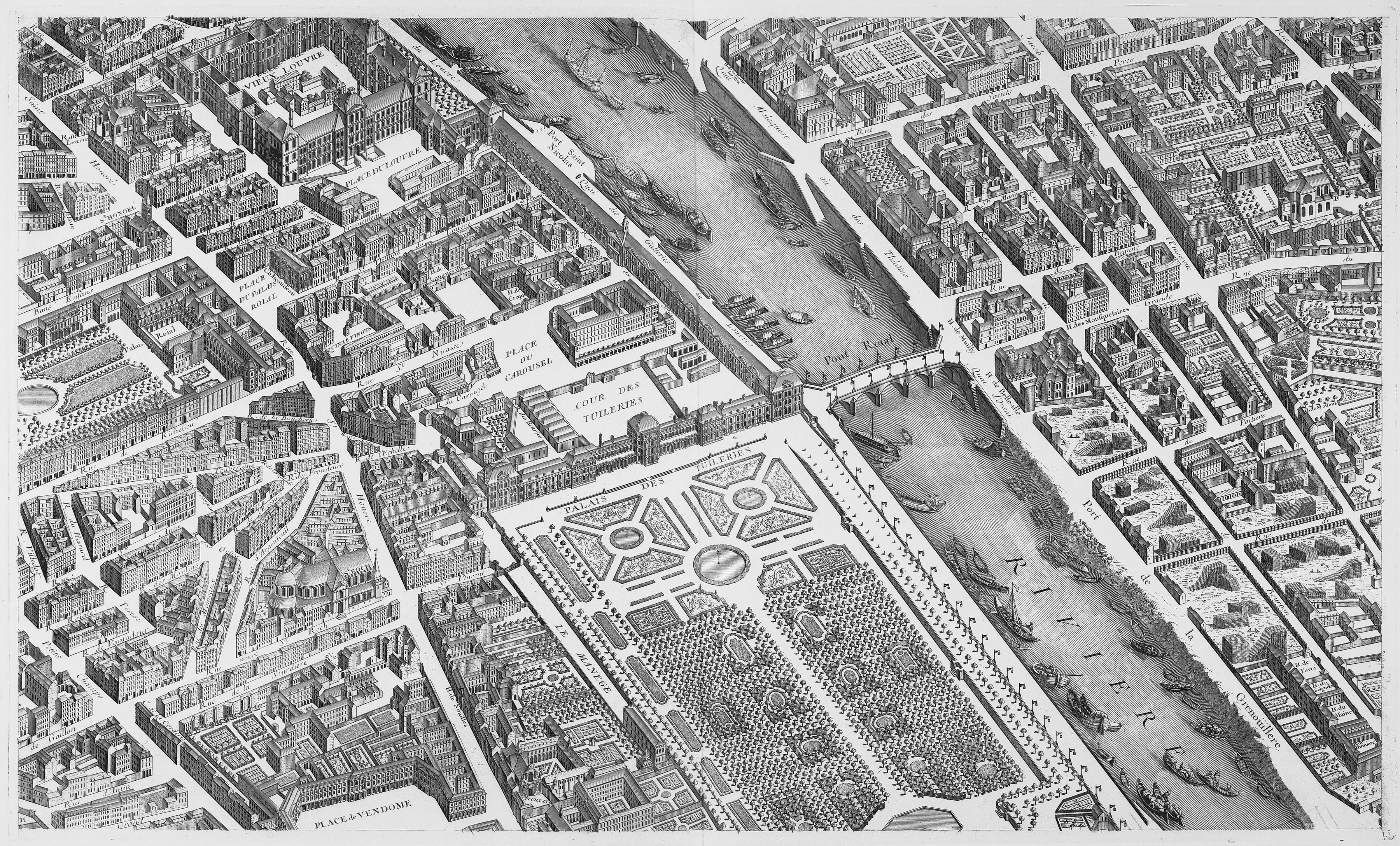
Plan de Turgot, Louis Bretez, 1739.
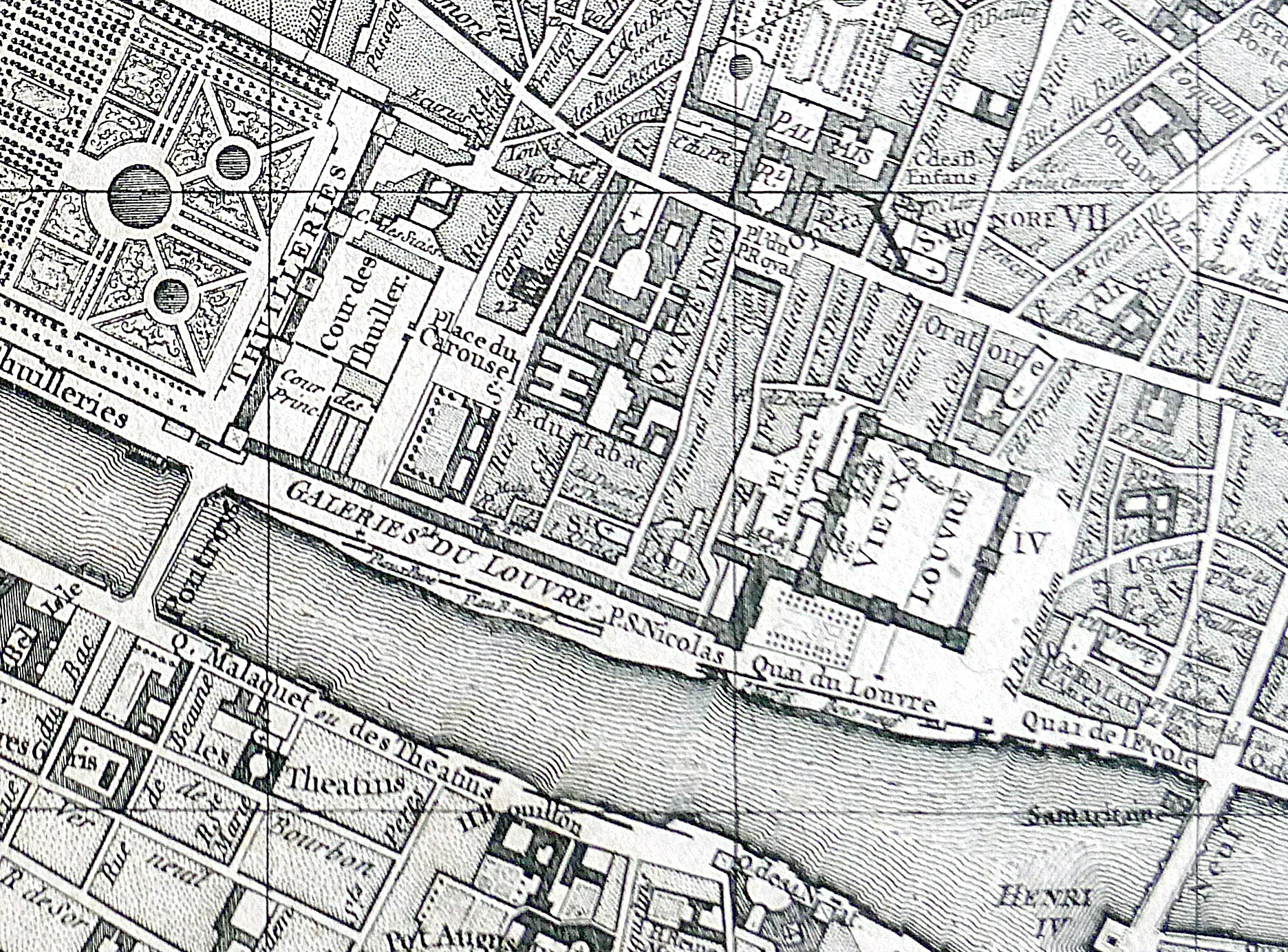
Carte de Paris, Vaugondy, 1760.
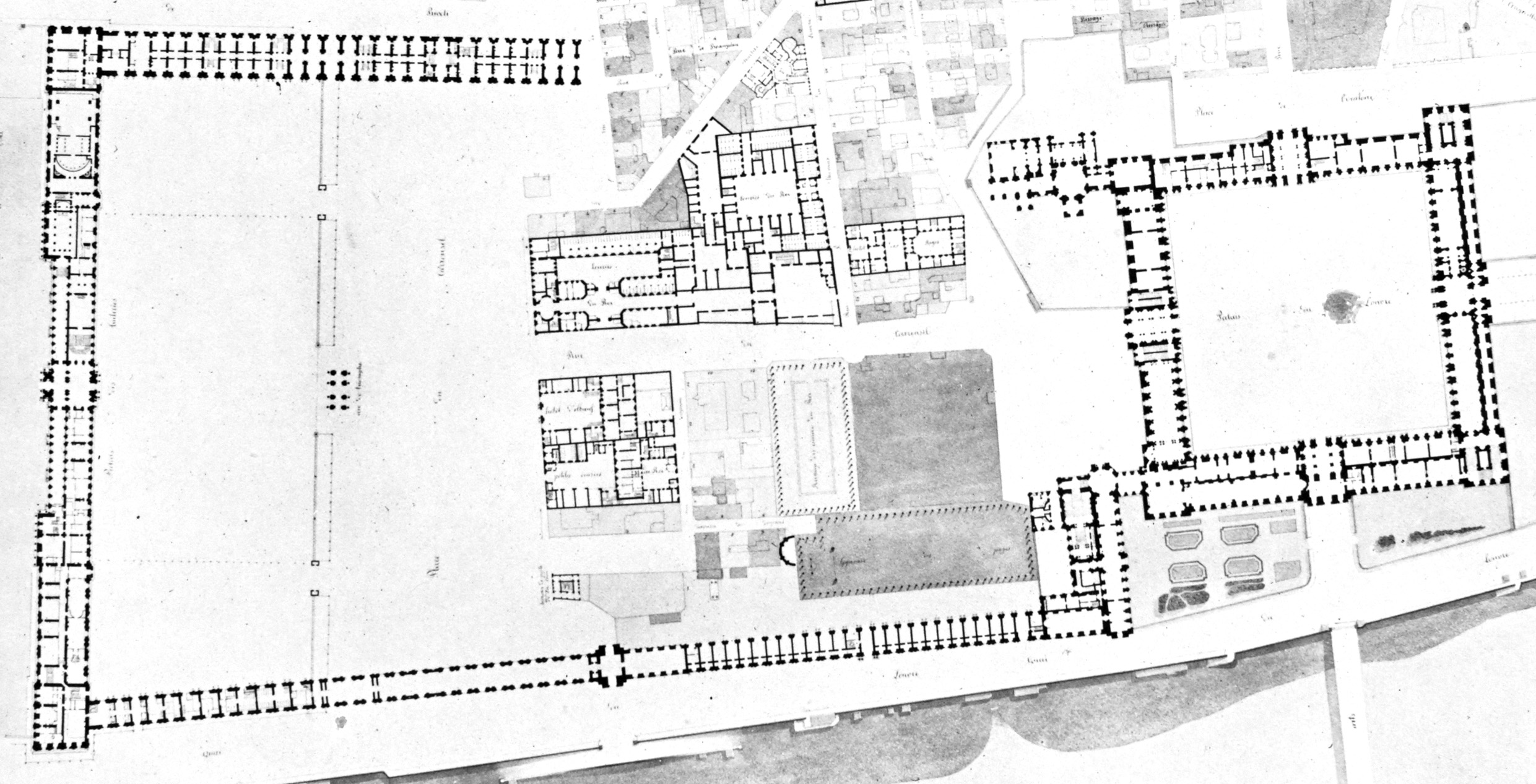
Situation des vestiges de l'église avant leur destruction totale.

L'église est décorée par Jean-Baptiste Pigalle et Lemoine. Jean Restout peint un Baptême du Christ en 1734 ou 1738, aujourd'hui exposé à l'église Saint-Nicolas-du-Chardonnet. Charles Coypel réalise un tableau en 1746, Les pèlerins d'Emmaüs, aujourd'hui à l'église Saint-Louis-en-l'Île. En 1748, le peintre Jean-Baptiste Pierre réalise une toile représentant l'assassinat de Thomas Becket à Cantorbéry - patron de la précédente église Saint-Thomas-du-Louvre. L’œuvre est aujourd'hui à l'église Notre-Dame-de-la-Nativité de Bercy.

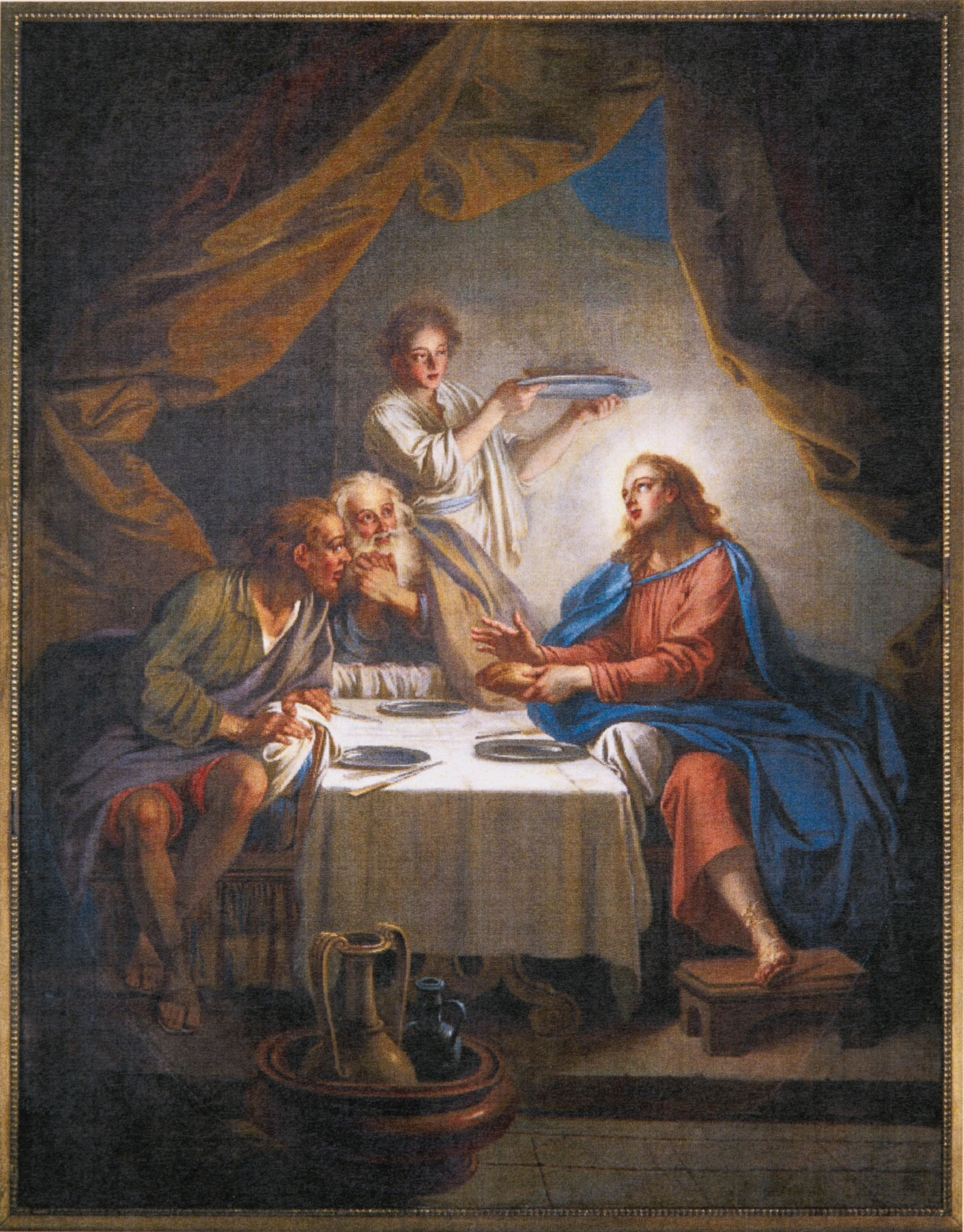
Charles Antoine Coypel, Les Pèlerins d'Emmaüs, 1746.
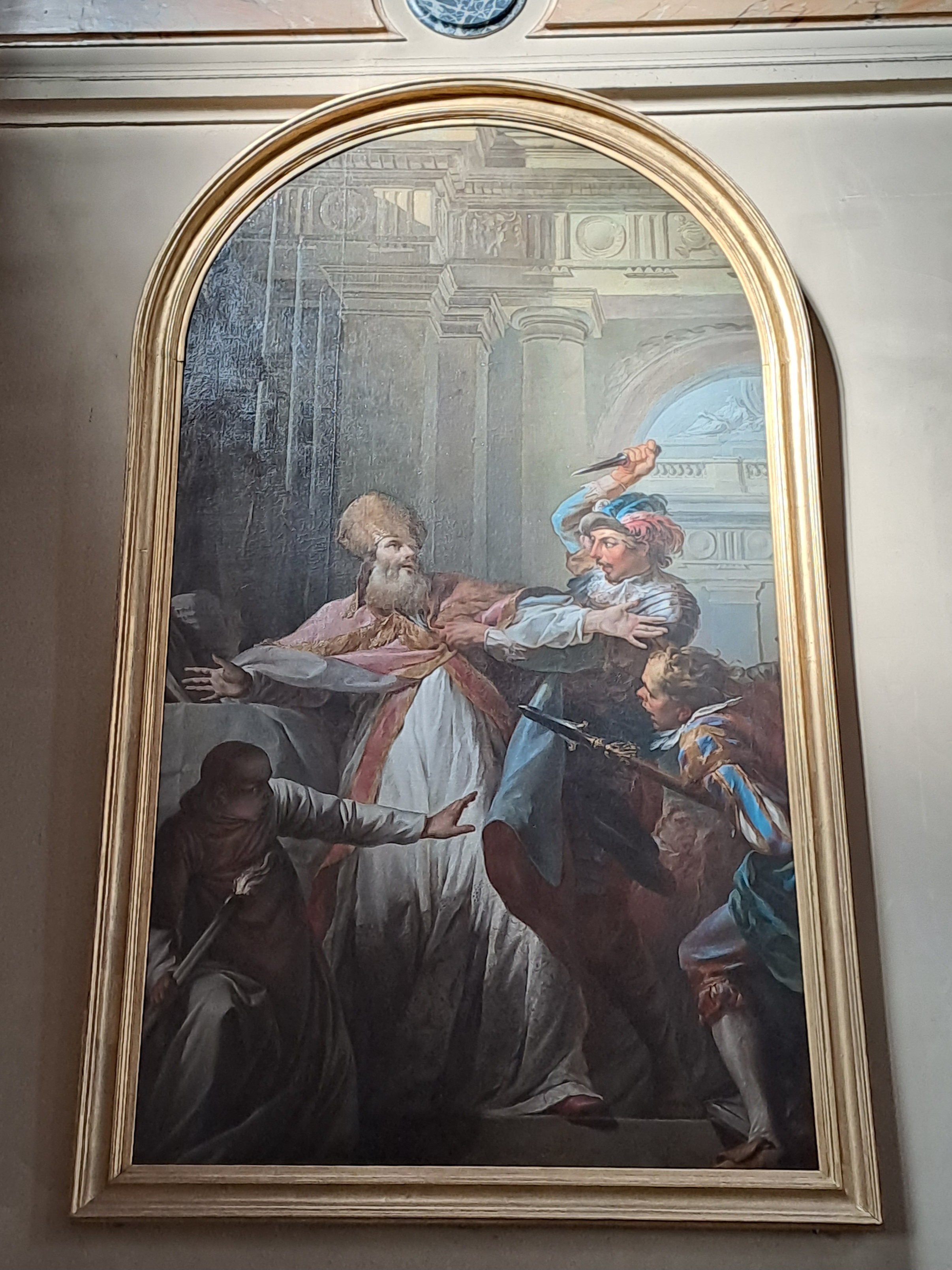
Jean-Baptiste-Marie Pierre, L'assassinat de saint Thomas Becket, 1748.

L'église abrite la sépulture du Cardinal Fleury, principal ministre de Louis XV, décédé le 29 janvier 1743.

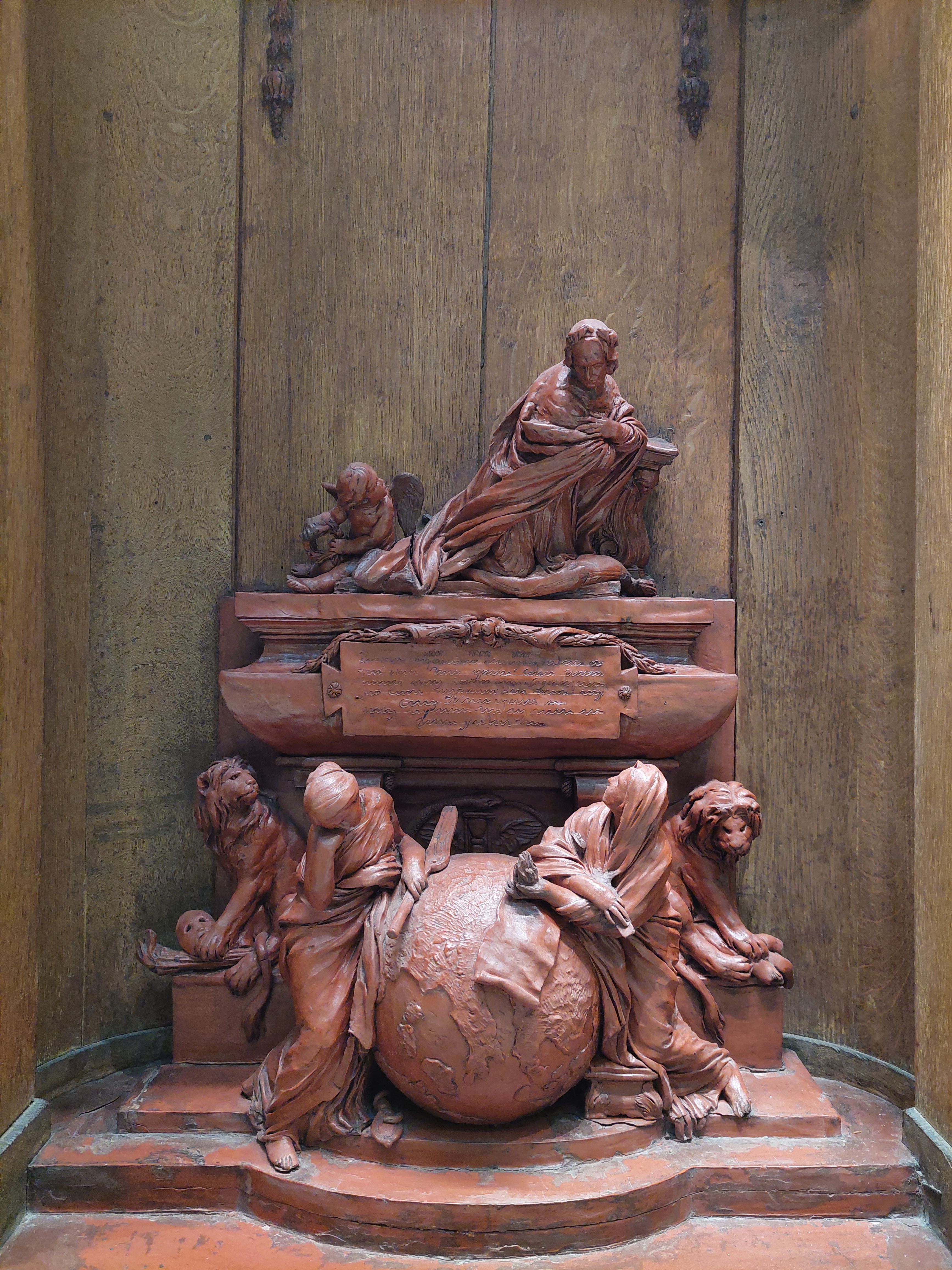
Edmé Bouchardon, Maquette du Mausolée du cardinal de Fleury, musée du Louvre, première version
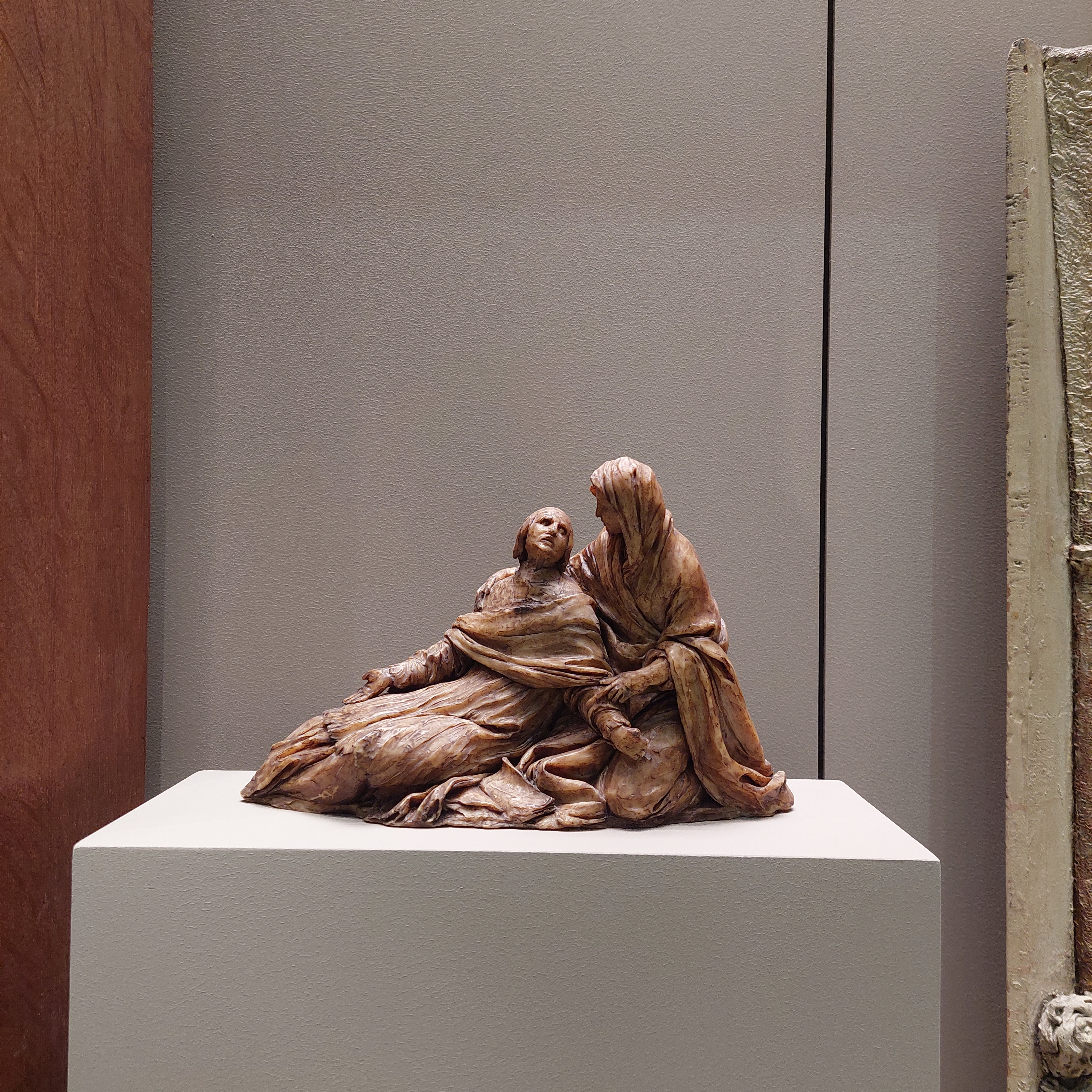
Edmé Bouchardon, Maquette du Mausolée du cardinal de Fleury, musée du Louvre, version finale.

Le 23 avril 1749, Christophe de Beaumont, archevêque de Paris, décide de supprimer le chapitre de l'abbaye de Saint-Maur et de le rattacher à celui de Saint-Louis-du-Louvre.

Vues en coupe et plan de l'église Saint-Louis, entre 1752 et 1756 par Jean-François Blondel, BNF
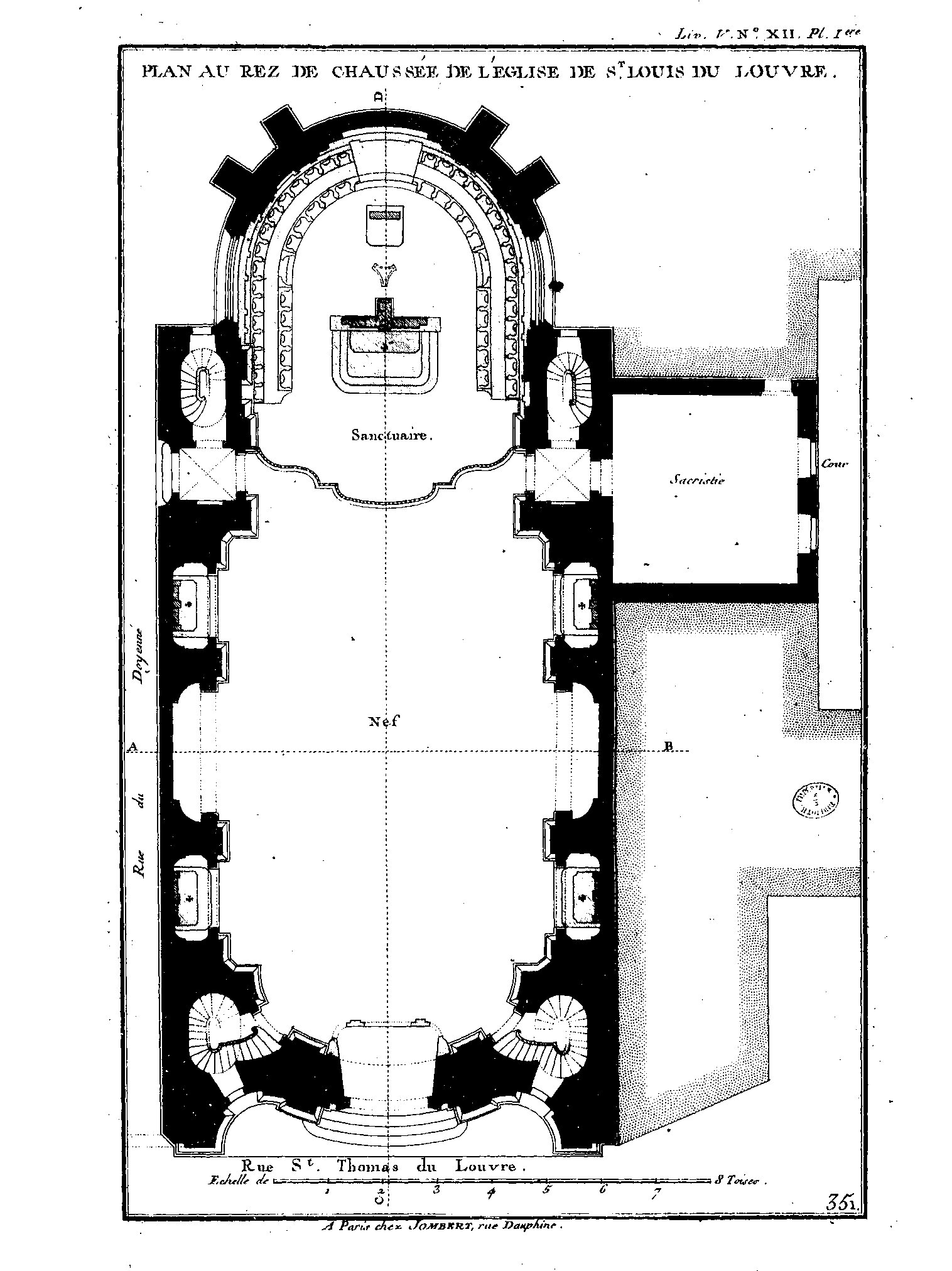
Plan de l'église Saint-Louis.
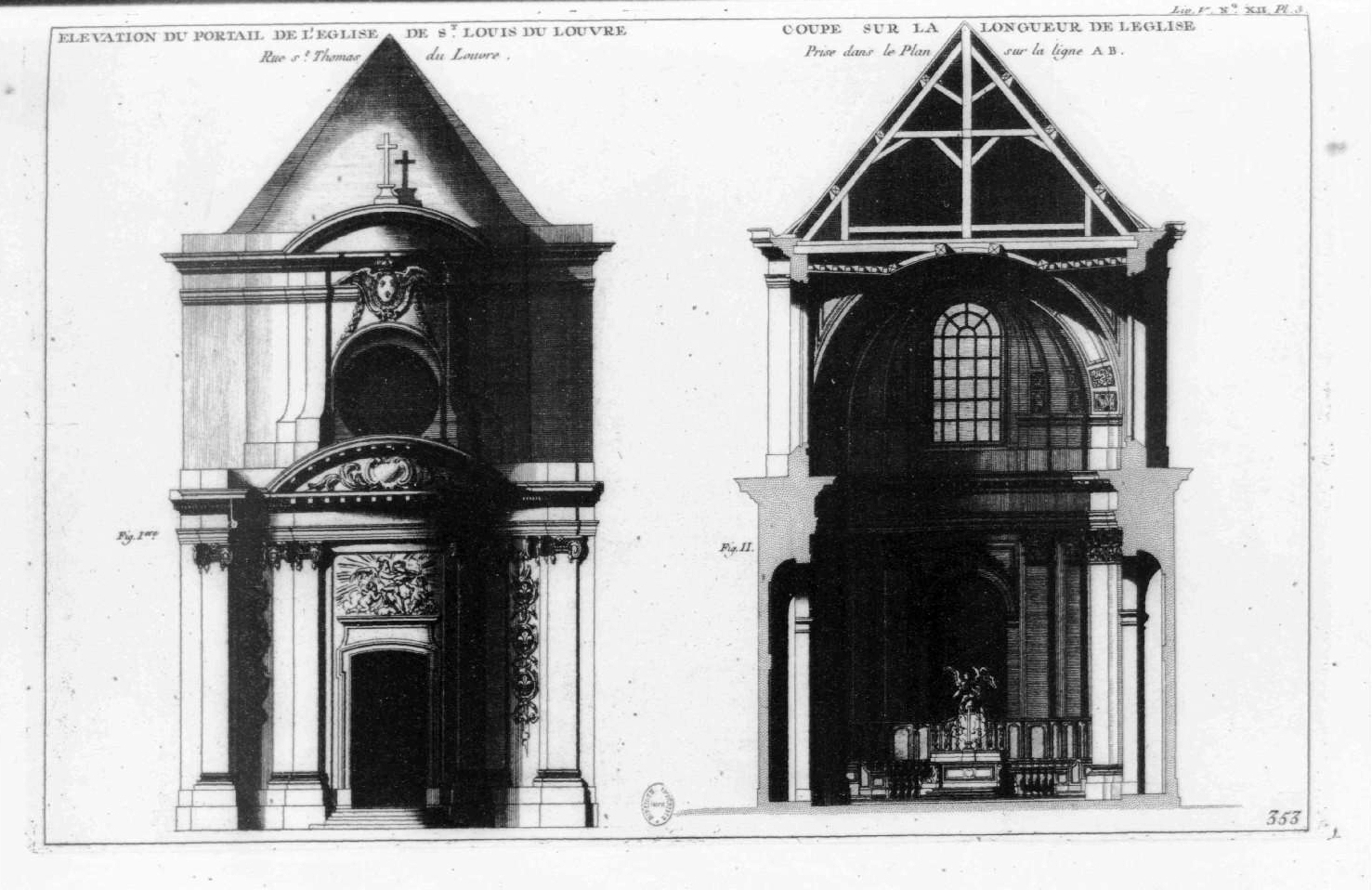
Vue en coupe du portail.
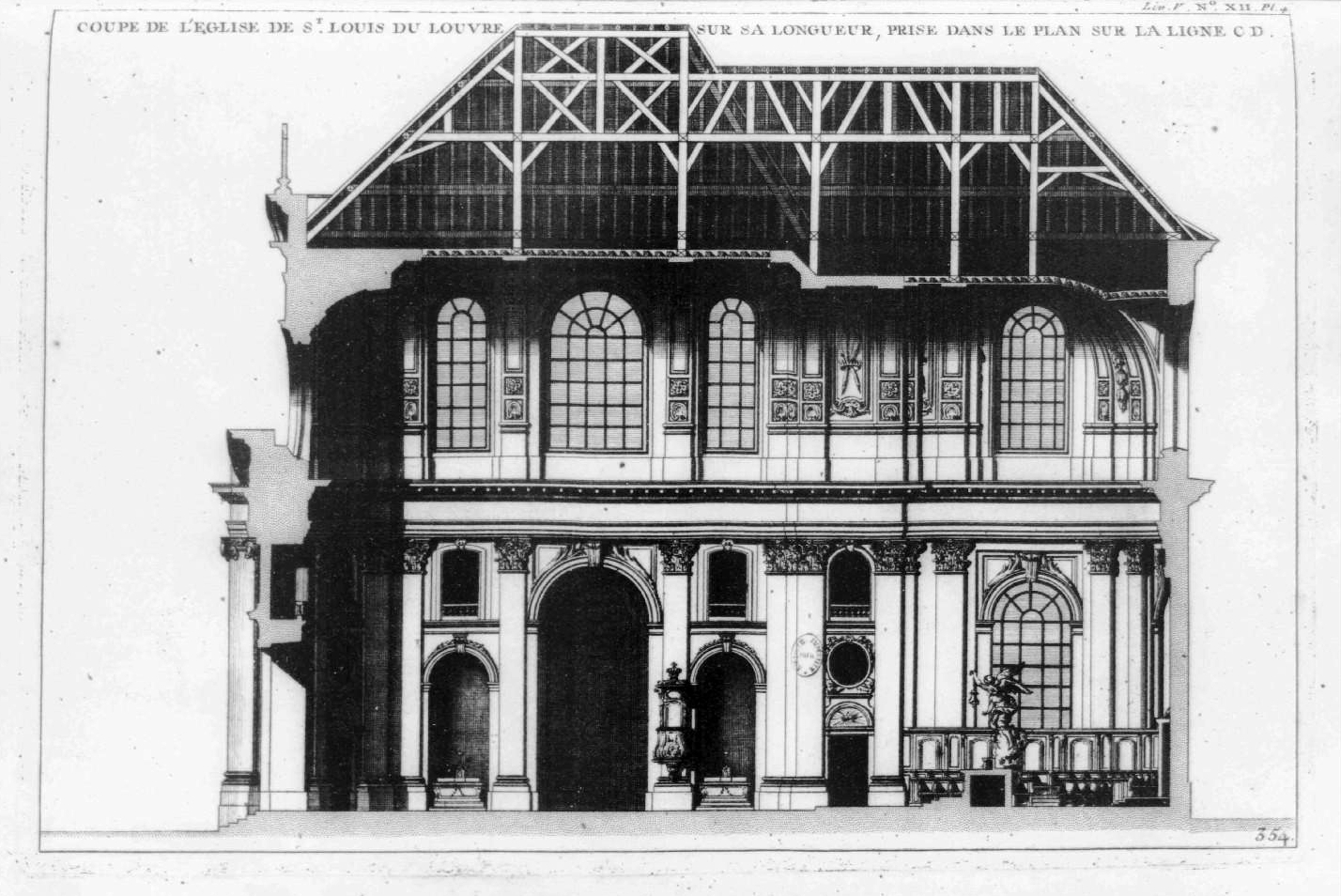
Coupe du transept.

### 1791-1811: le premier temple réformé
Le dimanche de Pâques 1791, le pasteur Paul-Henri Marron, chapelain de l’ambassade de Hollande à Paris depuis 1782, préside la première assemblée publique du culte protestant. L'édifice vacant est loué « presque tout meublé » à la Mairie de Paris, avec l'autorisation de Assemblée nationale législative. Il est orné de la Déclaration des droits de l'homme et du citoyen et du Notre Père. La chaire provient du couvent des Capucins Saint-Honoré et un orgue est installé.
En mars 1799 le préfet Nicolas Frochot met à la disposition du consistoire une partie de la maison collégiale de Saint-Louis du Louvre, attenante à l'église Saint-Thomas-du-Louvre, qui donne aussi 44 rue des Orties-du-Louvre et est alors en cours de démolition. Le secrétariat de l'Oratoire possède toujours aujourd'hui un registre de baptême de 1789 à 1792.

### 1811: démolition de l'église
L'église, en mauvais état, est menacée par les plans d'urbanisme de Napoléon Ier, la démolition du quartier et la réunion du Louvre et des Tuileries. Elle est démolie en 1811-1812 et les protestants parisiens obtiennent l'usage de l'Oratoire du Louvre, occupée par les décors de l'Opéra, du Vaudeville et de la Comédie-Française. Tout le mobilier de l'église Saint-Louis-du-Louvre, notamment les stalles du chœur, est transporté dans celle de l'Oratoire. Une porte de l'église Saint-Louis est également remontée à l'Oratoire du Louvre. Le gymnase des pages est aménagé à son emplacement.
Les vestiges de l'abside sont détruits dans les années 1850 lors de l'achèvement du Louvre. L'église occupait l'emplacement de l'angle nord-est de la cour Lefuel. A son emplacement est construite la salle du Manège, qui soutient la vaste salle des États, qui est l'écrin de La Joconde,.

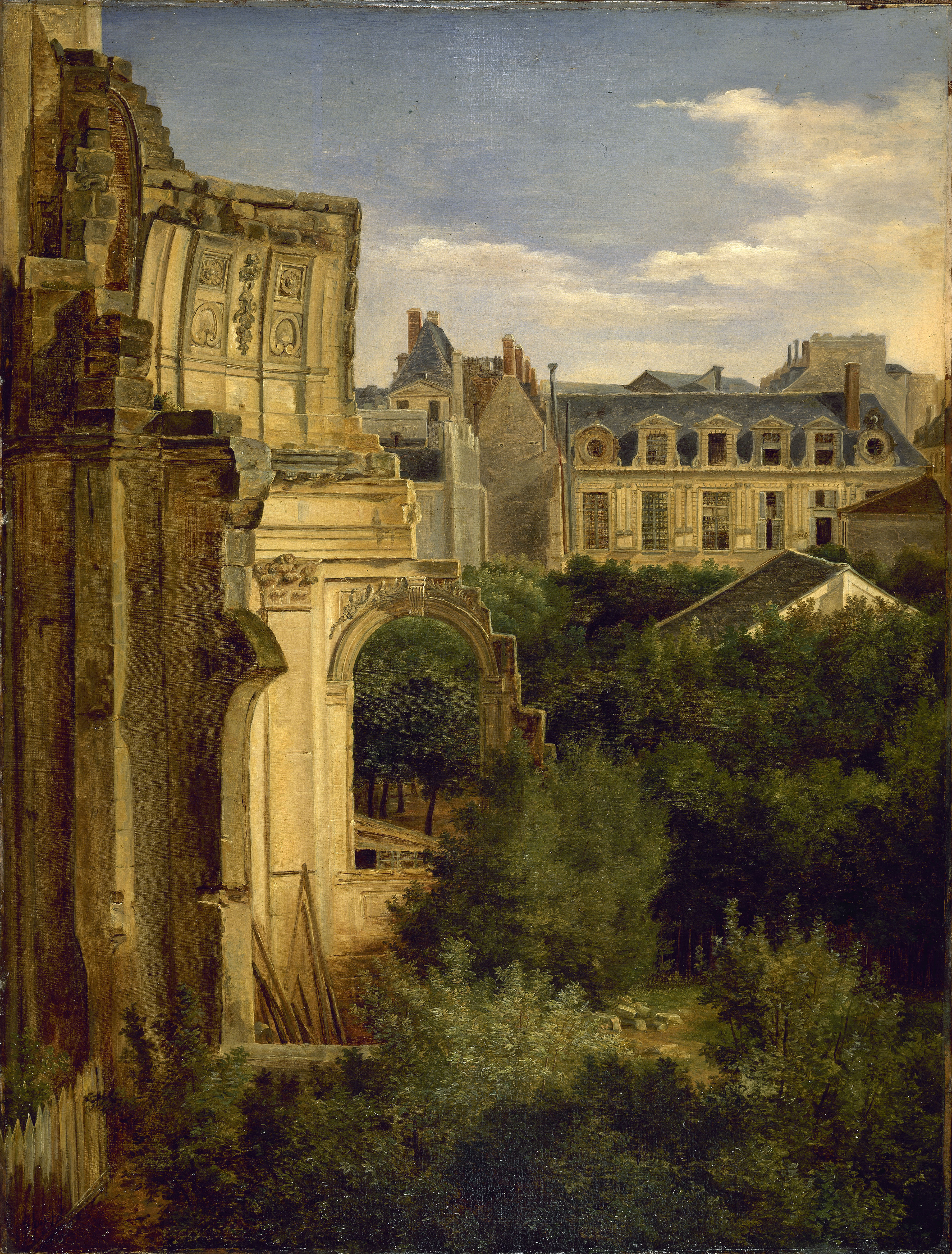
Lina Jaunez, Ruines de l'église Saint-Louis-du-Louvre et hôtel de Longueville, vers 1822, musée Carnavalet.